# Шлосс Хоф
Шлосс Хоф — дворцово-парковый ансамбль, построенный в стиле барокко, крупнейший на территории современной Австрии.
Застройку местности начал принц Евгений Савойский в 1726 году после покупки здесь владений годом ранее, архитектором выступил Иоганн Лукас фон Гилдебрандт. Комплекс был спланирован на семи высоких террасах для защиты от наводнений. После смерти принца Шлосс Хоф перешёл к его племяннице, Анне Виктории Савойской, а в 1755 году — к австрийской императрице Марии Терезии.
С конца XIX века усадьба стала постепенно приходить в упадок, к настоящему времени утрачены многие малые архитектурные формы и элементы декора. Полномасштабная реставрация была начата только в 1986 году, оранжерея восстановлена в 2006 году.

## Галерея

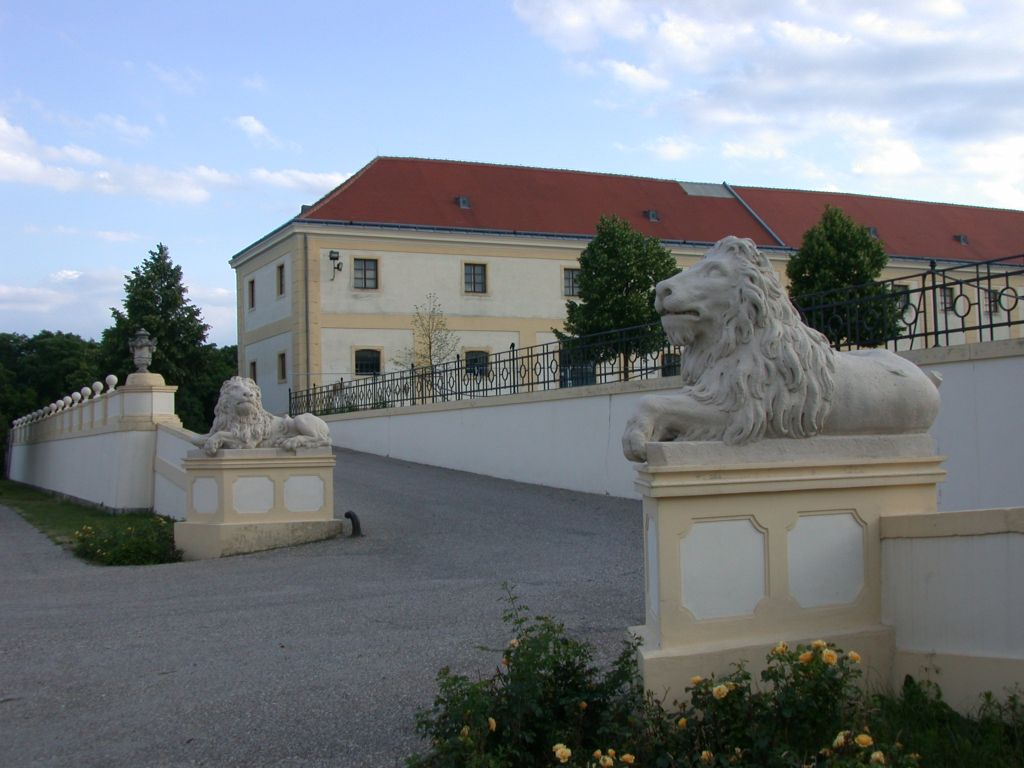
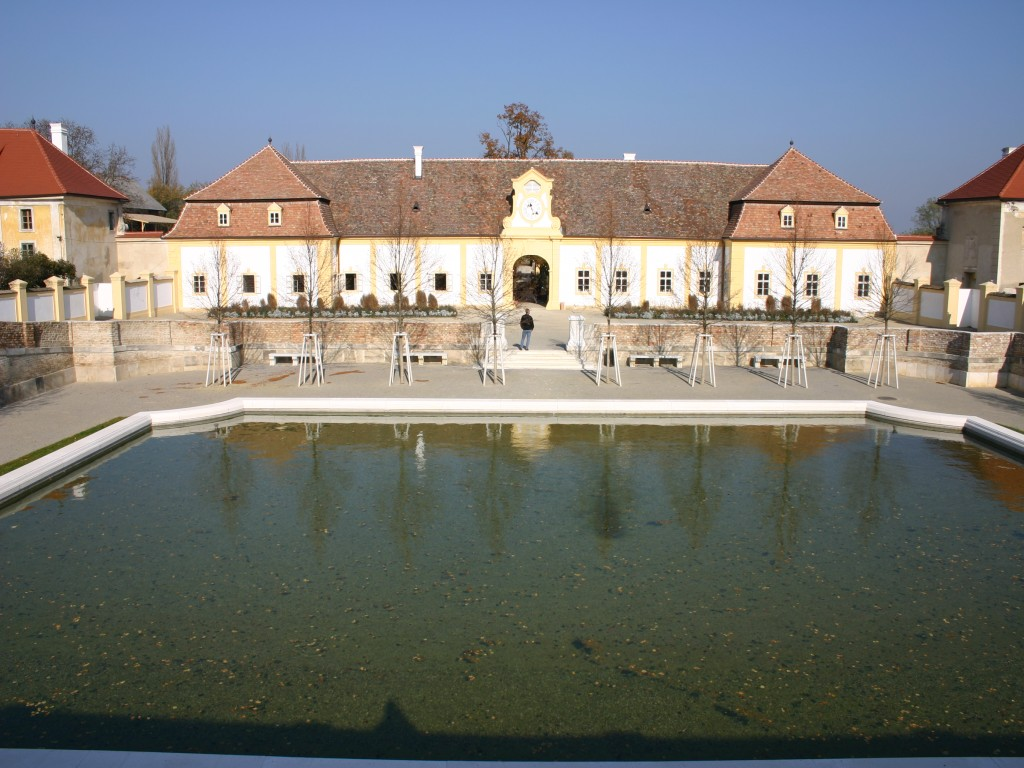
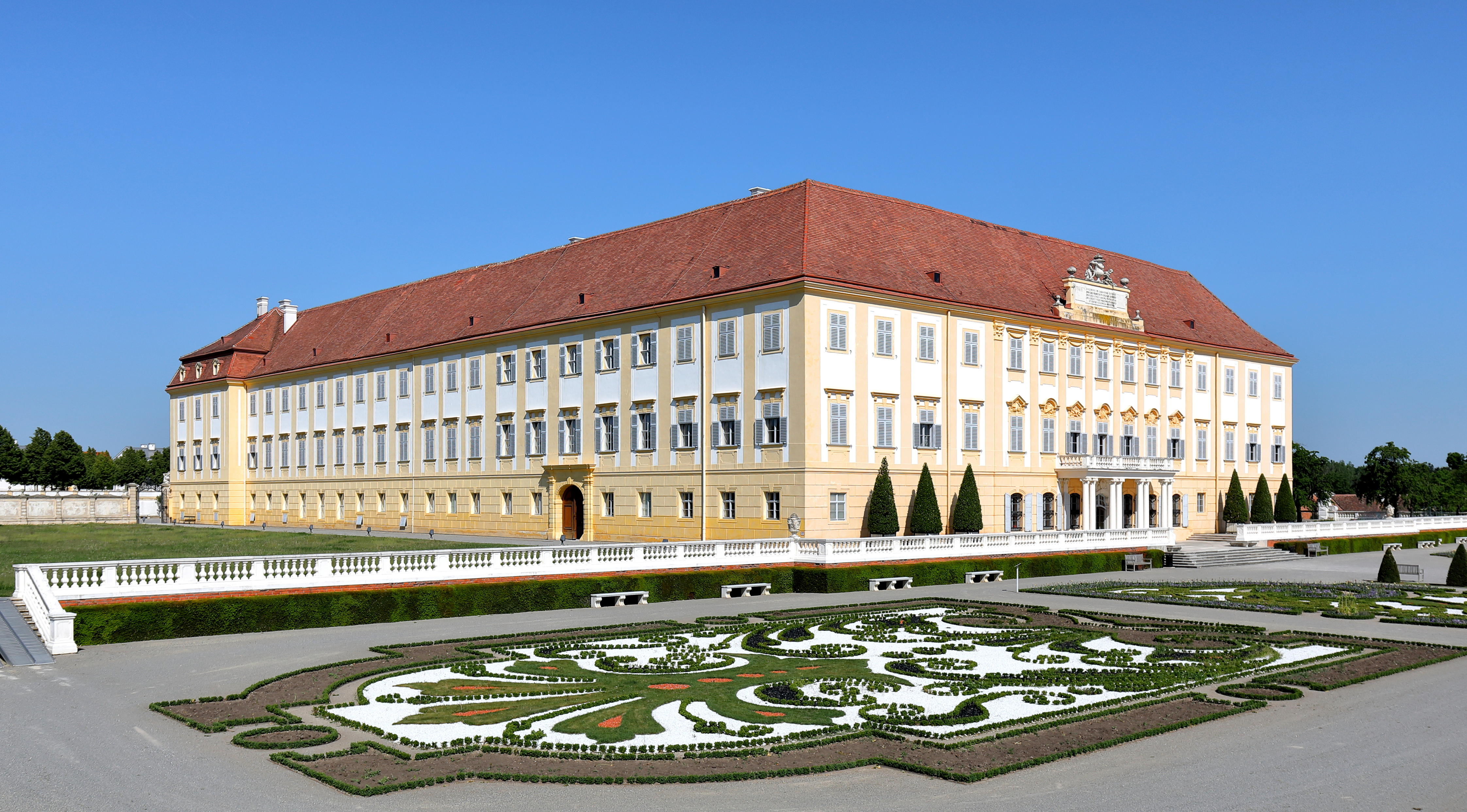
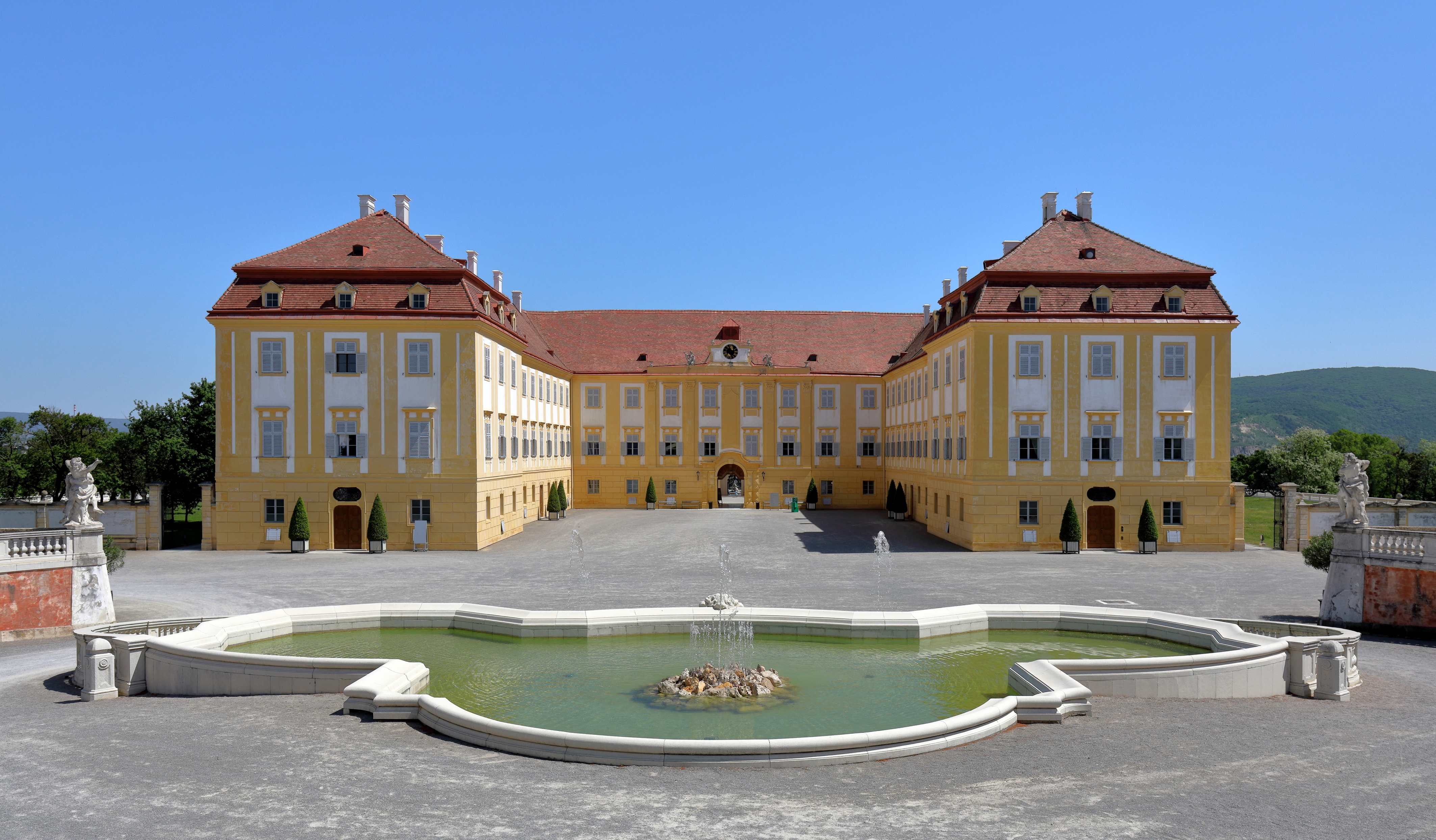